# Flèche d'Emeraude 2011
La Flèche d'Emeraude 2011, prima edizione della corsa e valida come evento dell'UCI Europe Tour 2011 categoria 1.1, si svolse il 3 aprile 2011 su un percorso totale di circa 182,6 km. Fu vinto dal francese Tony Gallopin che terminò la gara in 3h55'29", alla media di 46,526 km/h.
All'arrivo 97 ciclisti portarono a termine il percorso.

## Squadre e corridori partecipanti
| N.    | Cod. | Squadra                       |
| ----- | ---- | ----------------------------- |
| 1-8   | ALM  | AG2R La Mondiale              |
| 11-18 | BSC  | Bretagne-Schuller             |
| 21-28 | AND  | Androni Giocattoli            |
| 31-38 | COF  | Cofidis, le Crédit en Ligne   |
| 41-48 | CJR  | Caja Rural                    |
| 51-58 | FDJ  | FDJ                           |
| 61-68 | CEP  | Colombia es Pasión-Café de C. |

| N.      | Cod. | Squadra                        |
| ------- | ---- | ------------------------------ |
| 71-78   | SAU  | Saur-Sojasun                   |
| 81-88   | CSM  | Team SpiderTech powered by C10 |
| 91-98   | EUC  | Team Europcar                  |
| 101-108 | TT1  | Team Type 1                    |
| 111-108 | AUB  | Big Mat-Auber 93               |
| 121-128 | ADR  | Adria Mobil                    |
| 131-138 | RLM  | Roubaix-Lille Métropole        |

## Ordine d'arrivo (Top 10)
| Pos. | Corridore         | Squadra        | Tempo    |
| ---- | ----------------- | -------------- | -------- |
| 1    | Tony Gallopin     | Cofidis        | 3h55'29" |
| 2    | Jure Kocjan       | Team Type 1    | s.t.     |
| 3    | Francesco Ginanni | Androni Gioc.  | s.t.     |
| 4    | Gianni Meersman   | FDJ            | s.t.     |
| 5    | Joaquín Sobrino   | Caja Rural     | s.t.     |
| 6    | Jean-Luc Delpech  | Bretagne       | s.t.     |
| 7    | Juan Pablo Forero | Col. es Pasión | s.t.     |
| 8    | Laurent Pichon    | Bretagne       | s.t.     |
| 9    | Florian Vachon    | Bretagne       | s.t.     |
| 10   | Fabien Bacquet    | BigMat         | s.t.     |